# In utero
in utero（イン・ユーテロ）とは、「子宮内で」を意味する用語であり、学術論文などにもしばしば登場する。由来はラテン語。
子宮内で起こるプロセスを意味する。 この用語は、生物学および医学において胚または胎児の局在化の関連や胎児に対する手術または輸血のような出生前の介入の記述として一般的に使用される。